# 比尼库尔
比尼库尔（法語：Bugnicourt，法語發音：[byɲikuʁ]）是法国上法兰西大区北部省的一个市镇，位于该省中部偏东南，属于杜埃区。

## 地理
比尼库尔（50°17'27"N, 3°9'21"E）面积6.28 平方千米，位于法国上法蘭西大區北部省，该省份为法国最北部的省份及最长的省份，西北濒北海，西接加来海峡省，南至埃纳省和索姆省，东与比利时接壤。
与比尼库尔接壤的市镇（或旧市镇、城区）包括：埃尔尚、维莱欧泰特尔、阿尔勒、欧比尼欧巴克、布吕内蒙、康坦、弗雷桑。

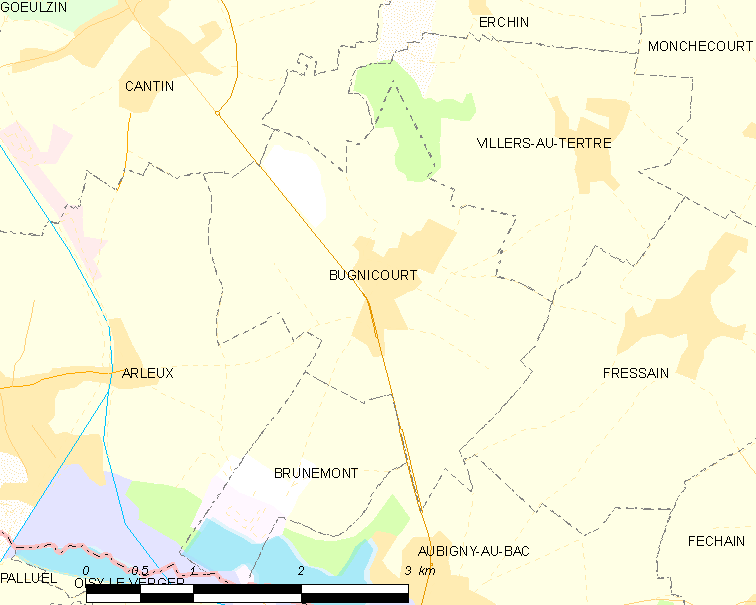
比尼库尔的OSM定位图

比尼库尔的时区为UTC+01:00、UTC+02:00（夏令时）。

## 行政
比尼库尔的邮政编码为59151，INSEE市镇编码为59117。

## 政治
比尼库尔所属的省级选区为阿尼什县。

## 人口

1962-2008年间比尼库尔人口变化图示

比尼库尔于2022年1月1日时的人口数量为1084人。